# Müllerhof (Much)
Müllerhof ist ein Ortsteil der Gemeinde Much im Rhein-Sieg-Kreis.

## Lage
Müllerhof liegt im Homburger Bröltal an der Landesstraße 350. Nachbarorte sind Ophausen im Norden, Friedenthal im Nordosten und Strießhardt im Westen.

## Geschichte
Der Ort wurde 1535 erstmals urkundlich erwähnt.
1830 hatte Müllerhof 17 Bewohner.
1901 hatte der Weiler 18 Einwohner. Hier wohnten die Ackerer Heinrich J. und Stephan Bütt, Wirtin Anna C. Heidgen, Wirt Heinrich Josef Heidgen, Schreiner Joh. M. Knipp und die Ackerer-Familien Ludwig mit Johann, Joh. Martin, Margaretha und Wilhelm.

## Dorfleben
Der Ort nimmt immer an dem Erntedankfest des Bröltaler Erntevereins Bruchhausen-Röttgen teil. Mit Strießhardt besteht hierzu eine Dorfgemeinschaft.
Jeden Sommer findet im Dorf ein Dorffest statt.